# Drömfakulteten
Drömfakulteten är en roman av Sara Stridsberg utgiven 2006.
Romanen är en fiktiv och på ett poetiskt sätt författad återberättelse av den radikala amerikanska feministen Valerie Solanas liv. Boken belönades med Nordiska rådets litteraturpris 2007. År 2011 utsågs den till 2000-talets främsta svenska roman i en omröstning i Dagens Nyheter.
Drömfakulteten är översatt till danska, engelska, finska, franska, nederländska, norska, polska, serbiska, spanska och tyska.
Den engelska översättningen, The Faculty of Dreams, av Deborah Bragan-Turner, nominerades i mars 2019 till brittiska Man Booker International Prize.
När Expressen Kultur listade de bästa svenska böckerna utgivna under åren 2000–2025 kom Drömfakulteten på fjärde plats. Listan utsågs genom att 101 svenska kritiker, författare och litteraturvetare valde sina fem favoritverk varpå kulturredaktionen räknade samman den slutgiltiga listan.